# 15 Евномия
15 Евномия е много голям астероид от вътрешния астероиден пояс. Той е най-големият скален астероид (клас С) и е някъде между осмия и дванадесетият по големина астероид от основния пояс (непостоянството в диаметрите предизвика непостоянство в класирането). Също е и най-големия член на семейството Евномия.
Евномия е открита от Анибал де Гаспарис на 29 юли 1851 и е наречен на Евномия, една от орите, олицетворяваща закона и реда в гръцката митология.